# Rico Bianchi
Pour les articles homonymes, voir Bianchi.
Rico Bianchi,  né le 13 mai 1930 à Coire et mort le 26 mars 2025, est un rameur suisse.

## Biographie
Rico Bianchi dispute l'épreuve de quatre barré aux côtés de Karl Weidmann, Heinrich Scheller, Émile Ess et Walter Leiser aux Jeux olympiques d'été de 1952 d'Helsinki et remporte la médaille d'argent. Il est médaillé de bronze de quatre barré aux Championnats d'Europe d'aviron 1953 à Copenhague ainsi que médaillé de bronze de quatre sans barreur aux Championnats d'Europe d'aviron 1954 à Amsterdam.